# Chasseurs de trolls : Le Réveil des Titans
Série Les Contes d'Arcadia
Mages et Sorciers : Les Contes d'Arcadia
(2020)
Pour plus de détails, voir Fiche technique et Distribution.
Chasseurs de trolls : Le Réveil des Titans (Trollhunters: Rise of the Titans) est un film d'animation réalisé par Johane Matte, Francisco Ruiz Velasco et Andrew Schmidt et sorti en 2021 sur Netflix.

## Synopsis
Arcadia peut ressembler à une ville ordinaire, mais elle se trouve au centre de lignes magiques et mystiques qui en font un lien pour de nombreuses batailles entre des créatures d'un autre monde, notamment des trolls, des extraterrestres et des sorciers. Les héros font équipe dans leur aventure la plus épique à ce jour alors qu'ils doivent combattre l'Ordre des Arcanes.

## Fiche technique
Sauf indication contraire, les informations mentionnées dans cette section peuvent être confirmées par la base de données cinématographiques IMDb,  présente dans la section « Liens externes ».
- Titre : Chasseurs de trolls : Le Réveil des Titans
- Titre original :  Trollhunters: Rise of the Titans
- Réalisation : Johane Matte, Francisco Ruiz Velasco, et Andrew Schmidt
- Scénario : Guillermo del Toro, Marc Guggenheim, Dan Hageman, Kevin Hageman,
- Direction artistique : Rustam Hasanov
- Casting : Ania Kamieniecki-O'Hare et Mary Hidalgo
- Montage : Graham Fisher, Dean Jackson, John Laus et Marcus Taylor
- Musique : Jeff Danna
- Production : Chad Hammes
- Sociétés de production : DreamWorks Animation Television et Cha Cha Cha Films (en)
- Pays d'origine :  États-Unis
- Langue originale : anglais
- Genre : animation et fantasy
- Durée : 106 minutes
- Dates de sortie : 
  - Monde : 21 juillet 2021 sur Netflix

## Distribution

### Voix originales
- Emile Hirsch : Jimmy Dulac
- Charlie Saxton : Toby Domzalski
- Lexi Medrano : Claire Nuñez
- Kelsey Grammer : Blinky
- Fred Tatasciore : Argh !
- Tatiana Maslany : Princesse Aja Tarron
- Diego Luna : Prince Krel Tarron
- Nick Offerman : Commandant Varvatos Vex
- Colin O'Donoghue : Hisirdoux « Douxie » Casperan
- Alfred Molina : Archie
- Kay Bess : Bellroc
- Piotr Michael : Skrael, Bellroc
- Angel Lin : Nari
- Jonathan Hyde : Walter Strickler
- Amy Landecker : Barbara Dulac
- Lauren Tom : Nomura
- Nick Frost : Stuart
- Steven Yeun : Steve Labrute
- Cole Sand : Eli Pepperjack
- Tom Kenny : Ricky Èrsatz
- Cheryl Hines : Lucy Èrsatz
- Brian Blessed : Charlemagne
- James Hong : Zong-Shi
- Bebe Wood : Shannon
- Laraine Newman : Mme Jeannette
- Thomas F. Wilson : Coach Lawrence

### Voix françaises
- Gauthier Battoue : Jimmy Dulac
- Benjamin Bollen : Toby Domzalski
- Alice Taurand : Claire Nuñez
- Philippe Vincent : Blinky
- Michel Vigné : Argh !
- Diane Kristanek : Princesse Aja Tarron
- Benjamin Pascal : Prince Krel Tarron
- Achille Orsoni : Commandant Varvatos Vex
- Romain Altché : Hisirdoux « Douxie » Casperan
- Jim Redler : Archie
- Claudine Grémy : Bellroc
- Patrick Delage  : Skrael
- Kahina Tagherset : Nari
- Serge Faliu : Walter Strickler
- Danièle Douet : Barbara Dulac
- Sandra Valentin : Nomura
- Yann Guillemot : Stuart
- Thibaut Lacour : Steve Labrute
- Gabriel Bismuth-Bienaimé : Eli Pepperjack
- Philippe Chaine : Ricky Èrsatz
- Diane Kristanek: Lucy Èrsatz
- Jean-Loup Horwitz  : Charlemagne
- Franck Capillery : Zong-Shi
- Youna Noiret : Shannon
- Guylène Ouvrard : Mme Jeannette
- Paul Borne : Coach Lawrence

## Production
(décembre 2022).

### Montage
Tout en planifiant la fin de la saga Netflix-DreamWorks Animation Mages et Sorciers : Les Contes d'Arcadia, les producteurs, voulant qu'elle se termine par un crossover de style Avengers, ont débattu de l'opportunité de la conclure avec des épisodes supplémentaires de Mages et Sorciers ou un long métrage, et ont finalement fait un film. Conscient que le public qui regarde le film ne serait pas nécessairement familier avec le reste de la saga, un prologue récapitulatif a été écrit pour le début du film. Le film a également été influencé par les films Avengers de Marvel Studios, les cinéastes ayant adopté une approche similaire afin que le public qui ne connaissait pas la franchise puisse néanmoins profiter de l'histoire du film. Selon le scénariste Marc Guggenheim, la production initiale du film a eu lieu pendant que le studio travaillait sur Mages et Sorciers, ce qui, selon lui, a donné aux producteurs le temps de déterminer comment terminer l'histoire de la saga. Les scénaristes ont inclus des références à Pacific Rim du producteur exécutif Guillermo del Toro, bien qu'ils aient pris soin de ne pas surcharger le film d'easter eggs y renvoyant.
Le 7 août 2020, il a été révélé que Netflix et DreamWorks Animation développaient le film final de Mages et sorciers, Chasseurs de trolls : Le Réveil des Titans, avec Johane Matte, Francisco Ruiz Velasco et Andrew Schmidt à la réalisation, Guillermo del Toro, Marc Guggenheim et les Dan et Kevin Hageman écrivant et produisant le film, avec Chad Hammes et le créateur de Emile Hirsch, Lexi Medrano, Charlie Saxton, Kelsey Grammer, Alfred Molina, Steven Yeun, Nick Frost, Colin O'Donoghue, Diego Luna, Tatiana Maslany, Cole Sand, Nick Offerman, Fred Tatasciore, Brian Blessed, Kay Bess, Piotr Michael, James Hong, Tom Kenny, Angel Lin, Amy Landecker, Jonathan Hyde, Bebe Wood, Laraine Newman et Cheryl Hines ont été confirmés pour faire partie de la distribution du film.

### Animation
Le film a été produit avec un budget de production plus élevé que les entrées précédentes sur la franchise et a été fourni par 88 Pictures, CGCG, Inc. et Original Force. Les cinéastes choisissent de commencer le film avec une séquence de poursuite à grande vitesse afin de présenter le budget plus élevé et la qualité de l'animation au public.

### Musique
Jeff Danna, qui a précédemment composé les scores du Trio venu d'ailleurs et Mages et Sorciers, et Scott Kirkland ont composé la partition du film. Dana et Kirkland ont composé de nouveaux thèmes exclusifs au film, tout en incluant des thèmes de la précédente série  dans la partition.